# Raúl Jerí Vásquez
Federico Raúl Jerí Vásquez (Lima, 24 de noviembre de 1918-Lima, 15 de agosto de 2024) fue un médico neurólogo psiquiatra peruano, reconocido por su extensa trayectoria académica y profesional. Jerí es recordado por haber sido el médico de mayor edad en ejercer la docencia y la práctica médica activa en el Perú, así como uno de los de mayor edad en el mundo.

## Biografía
Nacido en 1918, Jerí estudió y se graduó como médico en la Universidad Nacional Mayor de San Marcos. Posteriormente, realizó estudios de especialización en psiquiatría y neurología en la Universidad de Londres y en la Universidad de Harvard. A lo largo de su carrera, ejerció en el Hospital General de Massachusetts, y principalmente en el Hospital Nacional Dos de Mayo, donde laboró por más de 60 años. A lo largo de su trayectoria, llegó a formar a varias generaciones de médicos peruanos, llegando a ser jefe del departamento de medicina de su alma mater peruana, y posteriormente profesor emérito de esta.
Su continua actividad en el campo de la atención médica, laborando hasta la edad de 101 años, solo pasando al retiro debido a la pandemia de COVID-19, lo convirtieron en una figura emblemática en el Perú. Debido a su trayectoria académica y profesional, además de su longevidad, fue condecorado por varias instituciones peruanas, incluyendo el Ministerio de Salud del Perú, el Colegio Médico del Perú y la Universidad Nacional Mayor de San Marcos.
Jerí falleció el 15 de agosto de 2024 a los 105 años.